# Regions d'Eslovàquia
Les regions d'Eslovàquia (en eslovac: kraj, plural: kraje) són les unitats territorials (vyšší územný celok, VÚC) de primer ordre de la República d'Eslovàquia. Des del 2002 s'anomenen oficialment samosprávny kraj (regions autònomes) i en són 8, que porten el nom de la seva capital. Al front de cadascuna d'elles hi ha un governador i una assemblea autònoma, escollits per sufragi universal.
Al seu torn, les regions estan subdividides en districtes (okres) que són, actualment, 79 en total.

## Llista
| Núm. | Nom                      | Nom Eslovac          | Superfície (km²) | Població | Capital         |
| ---- | ------------------------ | -------------------- | ---------------- | -------- | --------------- |
| 1    | Regió de Bratislava      | Bratislavský kraj    | 2.053            | 609.204  | Bratislava      |
| 2    | Regió de Trnava          | Trnavský kraj        | 4.172            | 557.880  | Trnava          |
| 3    | Regió de Trenčín         | Trenčiansky kraj     | 4.502            | 594.286  | Trenčín         |
| 4    | Regió de Nitra           | Nitriansky kraj      | 6.343            | 702.696  | Nitra           |
| 5    | Regió de Žilina          | Žilinský kraj        | 6.808            | 697.581  | Žilina          |
| 6    | Regió de Banská Bystrica | Banskobystrický kraj | 9.455            | 651.234  | Banská Bystrica |
| 7    | Regió de Prešov          | Prešovský kraj       | 8.975            | 808.785  | Prešov          |
| 8    | Regió de Košice          | Košický kraj         | 6.752            | 778.920  | Košice          |